# Sycorax (satelit)
Sycorax /'si.ko.raks/ este cel mai mare satelit retrograd neregulat al lui Uranus. Sycorax a fost descoperit pe 6 septembrie 1997 de Brett J. Gladman⁠(d), Philip D. Nicholson⁠(d), Joseph A. Burns⁠(d) și John J. Kavelaars⁠(d) folosind telescopul Hale de 200 de inci, împreună cu Caliban, și a primit denumirea temporară S/1997 U 2. 

Sateliții neregulați retrograzi ai lui Uranus

Confirmat oficial ca Uranus XVII, a fost numit după Sycorax, mama lui Caliban în piesa Furtuna a lui William Shakespeare.

## Orbită

Animație a orbitei lui Sycorax în jurul lui Uranus.
Uranus·
Sycorax·
Francisco·
Caliban·
Stephano·
Trinculo

Sycorax urmează o orbită îndepărtată, de peste 20 de ori mai departe de Uranus decât cel mai îndepărtat satelit regulat, Oberon.  Orbita sa este retrogradă, moderat înclinată și excentrică. Parametrii orbitali sugerează că poate aparține, împreună cu Setebos și Prospero, aceluiași grup dinamic, sugerând o origine comună. 
Diagrama ilustrează parametrii orbitali ai sateliților neregulați retrograzi ai lui Uranus (în coordonate polare) cu excentricitatea orbitelor reprezentată de segmentele care se extind de la pericentru la apocentru.

## Caracteristici fizice

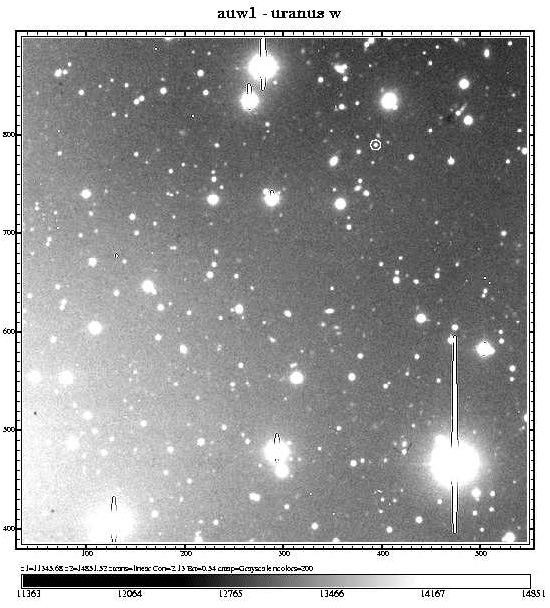
Imagine completă de descoperire a lui Sycorax, situat în partea din dreapta sus a imaginii

Diametrul lui Sycorax este estimat la 165 km pe baza datelor de emisie termică de la telescoapele spațiale Spitzer și Herschel, ceea ce îl face cel mai mare satelit neregulat al lui Uranus, comparabil ca mărime cu Puck și cu Himalia, cel mai mare satelit neregulat al lui Jupiter.
Satelitul apare roșu deschis în spectrul vizibil (indici de culoare B–V = 0.87 V–R = 0.44,  B–V = 0.78 ± 0.02 V–R = 0.62 ± 0.01,  B–V = 0.839 ± 0.014 V–R = 0.531 ± 0.005), mai roșu decât Himalia, dar totuși mai puțin roșu decât majoritatea obiectelor din centura Kuiper. Cu toate acestea, în infraroșu apropiat, spectrul devine albastru între 0,8 și 1,25 μm și în cele din urmă devine neutru la lungimile de undă mai mari. 
Perioada de rotație a Sycorax este estimată la aproximativ 6,9 ore. Rotația determină variații periodice ale mărimii vizibile cu amplitudinea de 0,12. Axa de rotație a lui Sycorax este necunoscută, deși măsurătorile curbei sale de lumină sugerează că este privit într-o configurație apropiată de ecuator. În acest caz, Sycorax poate avea o ascensie dreaptă la polul nord în jurul a 356° și o declinație la polul nord în jurul a 45°. 

## Origine
Se presupune că Sycorax este un obiect capturat; nu s-a format în discul de acreție care a existat în jurul lui Uranus imediat după formarea sa. Nu se cunoaște un mecanism exact de captare, dar capturarea unui satelit necesită disiparea energiei. Procesele posibile de captare includ rezistența gazului în discul protoplanetar, interacțiunile cu multe corpuri și captarea în timpul creșterii rapide a masei lui Uranus (așa-numitul pull-down). 